# Forum privilegiatum
Een forum privilegiatum (Lat., = bevoorkeurde rechtsinstantie) is een bijzonder gerecht voor bepaalde personen die uit hoofde van hun ambt, stand of positie het voorrecht hebben berecht te worden door een andere rechter dan door degene die volgens de gewone regels bevoegd zou zijn.
In burgerlijke zaken is het forum privilegiatum in Nederland in 1893 afgeschaft. In strafzaken is de Hoge Raad ingevolge art. 119 van de Grondwet forum privilegiatum voor ministers, staatssecretarissen en leden van de Staten-Generaal ter zake van ambtsdelicten.
In België bestaat een forum privilegiatum voor ministers en voor magistraten.
De canonieke wetgeving kent een forum privilegiatum voor alle personen die vallen onder het fori privilegium, dit is een voorrecht van geestelijken om voor een eigen kerkelijke rechtbank te worden berecht. De oudste sporen hiervan vinden we reeds bij keizer Honorius (384-423); een nadere determinatie van dit privilege komt voor in de Justiniaanse wetgeving (527-565). In de Codex Iuris Canonici van 1917 wordt dit privilege behandeld in de canones 120 en 2341.